# Vita Bernwardi
Vita Bernwardi episcopi Hildesheimensis — жизнеописание епископа Бернварда Хильдесхаймского (ум. 20 ноября 1022)
Автор жизнеописания der Scholaster монастырской школы Хильдесхайма Тангмар (940/950 — 25 мая после 1019). Бесспорно, что некоторые части текста созданы Тангмаром, возможно позднее в Vita Bernwardi были сделаны добавления другими авторами.
Vita Bernwardi является одним из основных источников событий последних лет правления династии Людольфингов. 